# Mathias Rehfeldt

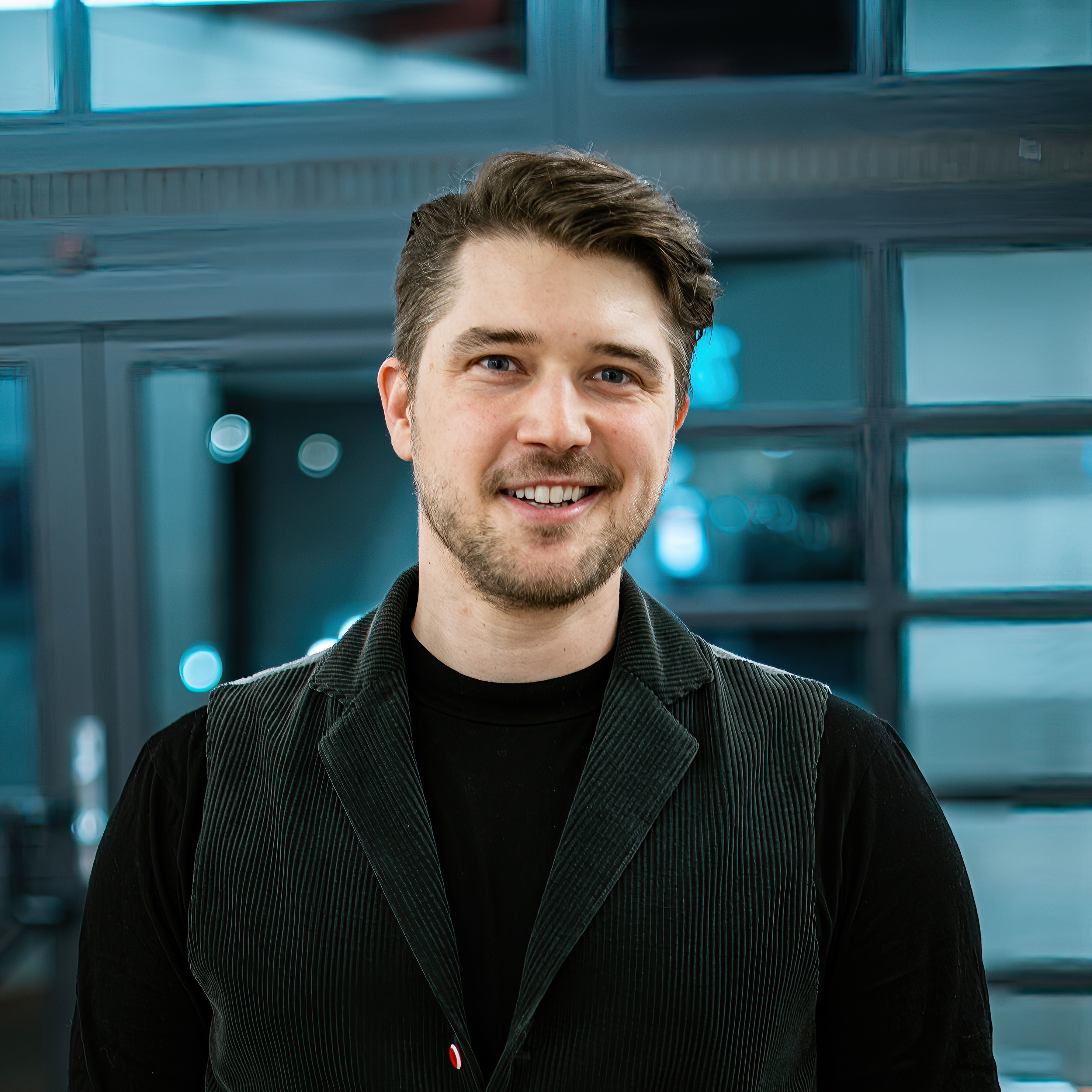
Mathias Rehfeldt bei der Uraufführung seines Violinkonzertes „Sinfonia Maris“ im Jahr 2024

Mathias Rehfeldt (* 25. August 1986 in Tübingen) ist ein deutscher Komponist, Musikproduzent und Organist, der in verschiedenen musikalischen Genres tätig ist.

## Leben
Mathias Rehfeldt studierte zunächst katholische Kirchenmusik in Rottenburg am Neckar und anschließend Komposition für Film und Medien bei Enjott Schneider an der Hochschule für Musik und Theater in München. Sein Schaffen umfasst Filmmusiken sowie Konzertmusik. Als Organist für Stummfilmkonzerte und mit diversen Eigenkompositionen bereiste er die USA, Kanada und Deutschland. Im Jahr 2015 veröffentlichte er seine erste EP „Nocturnal Bleedings“, bei der er zum ersten Mal elektronische und klassische Musik verband.
2020 begann er, unter dem Reihentitel „Fieldt“ Klaviermusik zu veröffentlichen.
Im Jahr 2024 ging Nissan eine offizielle Partnerschaft mit Mathias Rehfeldt ein, um für die ABB FIA Formel-E-Weltmeisterschaft einen Soundtrack zu entwickeln. Rehfeldt verwendete KI-Technologien, um Geräusche der Nissan Formel-E-Fahrzeuge in den Soundtrack „Electric Legacy“ zu integrieren. Dieser Soundtrack enthält verschiedene Versionen, die auf die einzelnen Austragungsorte der Rennserie abgestimmt sind und unter anderem Echtzeitkommunikationen zwischen den Fahrern und ihren Teams beinhalten.

## Dark Matter Projekt

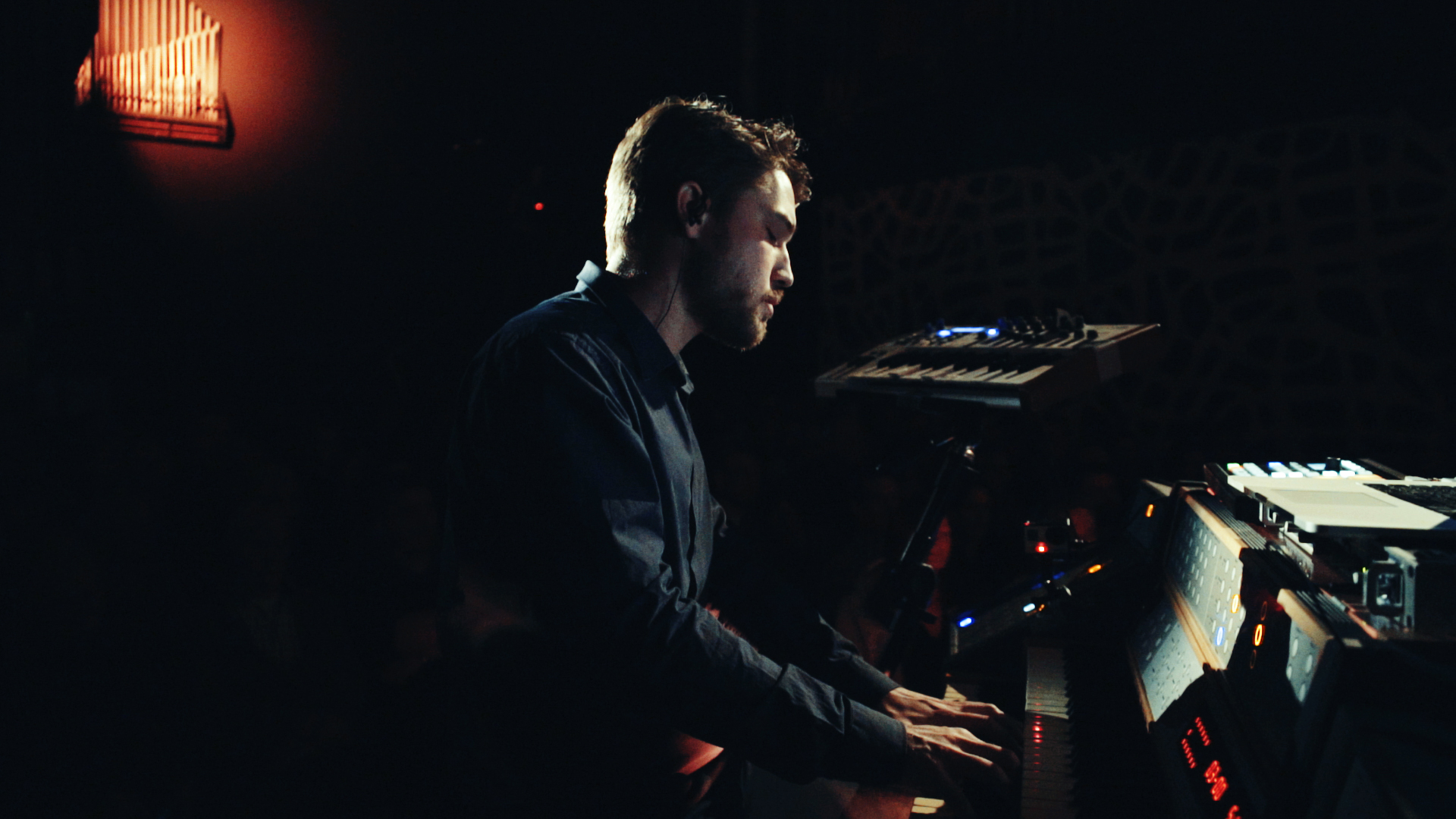
Uraufführung von Dark Matter an der Harder-Völkmann-Orgel, 20. Februar 2018

Unter dem Namen „Dark Matter Projekt“ veröffentlicht er seit 2018 Musik, welche Kirchenorgel und elektronische Musik verbindet. Dabei werden Synthesizer und Kirchenorgel als gleichwertige Klangkörper behandelt. Live wird das Projekt von Rehfeldt als ganzheitliches Konzept mit umfangreicher Videoprojektion vorgetragen. Premiere feierte das Projekt 2018 an der experimentellen „Harder-Völkmann-Orgel“ in Gröbenzell. Neben den von Rehfeldt selbst gespielten Konzerten existieren anderen Interpreten zugängliche Werke des Projektes. So entstand 2020 z. B. als Auftragskomposition die dominikanische Jubiläumsmesse „Missa Dominici“, welche gregorianische Melodien mit Orgel und Elektronik vereint.

## Soziale Projekte
Als Künstler engagiert er sich regelmäßig mit Kunstprojekten für den Schutz vulnerabler Personengruppen. Insbesondere der Kinderschutz ist ein wiederkehrendes Thema.
Seit 2020 beteiligt sich Rehfeldt wiederholt an Projekten der Erzdiözese München/Freising zur Aufarbeitung der Missbrauchsskandale innerhalb der katholischen Kirche. So schuf er das Orchesterwerk „Oratio“, Die Musik zu Elisabeth Lutz’s Kunstperformace „Here we are“ sowie zur Jahresversammlung des „Synodalen Weges“ (Verantwort:Ich) 2023 im Auftrag der deutschen Bischofskonferenz.
Zusammen mit dem Regisseur Hans Steinbichler und dem Schriftsteller Albert Ostermaier schrieb er im Auftrag des Bayerischen Staatsministeriums für Familie, Arbeit und Soziales den Song „#BayernGemeinsamStark“ als Gegenposition zur gesellschaftlichen Spaltung und zunehmendem Extremismus.

## Werke

### Klassische Kompositionen
| Jahr | Komposition | Instrument                                | Verlag                                        | Uraufführung | Ort                                            |
| ---- | --- | ----------------------------------------- | --------------------------------------------- | --- | ---------------------------------------------- |
| 2024 | Rottenburger Festouvertüre | Sinfonisches Blasorchester                | Geschenk an die Stadt Rottenburg              | Stadtkapelle Rottenburg | Rottenburg am Neckar                           |
| 2024 | Kein schöner Land | Chor                                      | Auftragswerk                                  | Markus Bauer – Dorfener Festspiele | Dorfen                                         |
| 2024 | Gebet | Chor                                      | Auftragswerk                                  | Max Jenkings – Voicekamp | Warburg                                        |
| 2024 | Sinfonia Maris | Violinkonzert, Sinfonisches Blasorchester | Auftragswerk                                  | Michael Kummer |                                                |
| 2023 | Northern Lights | Orgel, Elektronik                         | Helbling Verlag                               | Manfred Grob | St. Marien, Dortmund                           |
| 2023 | 6 Chorstücke (Der schnelle Tag ist hin, Hin ist die schöne Sommerzeit, Ich bin mir meiner Seele, Ich sah den Wald sich färben, O Eterno, O Täler weit) | Chor                                      | Helbling Verlag                               | – | –                                              |
| 2023 | Exodus | Orgel (2×)                                | Auftragswerk                                  | Ruben & Kirsten Sturm | Frauenkirche, München                          |
| 2023 | Lord, grant us peace | Chor (6 Stimmig)                          | Auftragswerk                                  | Maximilian Betz, Lamberti Scholars (Festkonzert 375 Jahre Westfälischer Frieden)                                                                | Lambertikirche, Münster                        |
| 2023 | Festsuite zum 10-jährigen Jubiläum des Münchner Orgelsommers                                                                                           | Orgel                                     | Auftragswerk                                  | Tobias Frank (St. Lukas) Michael Roth (St. Markus) Armin Becker (St. Matthäus) Klaus Geitner (Himmelfahrtskirche) Michael Grill (Erlöserkirche) | München                                        |
| 2023 | Verantwort:ich | Elektronik, Orgel, Sopran                 | Auftragswerk                                  | Andreas Boltz, Olga Surikova, Mathias Rehfeldt (zur Jahresversammlung des Synodalen Weges)                                                      | Kaiserdom St. Bartholomäus, Frankfurt (Main)   |
| 2022 | Ferne Erinnerung | Chor (8-Stimmig)                          | Auftragswerk                                  | Vokalensemble Stimmgold | Notti Sacre, Bari (It)                         |
| 2022 | Here we are | Chor, Orchester, Orgel                    | Auftragswerk der Erzdiözese München-Freising  | Stellario Fagone, Ruben Johannes Sturm, Mitglieder des Chores der Staatsoper sowie des Staatsorchesters München                                 | Herz Jesu-Kirche, München                      |
| 2022 | Vulnerable | Orgel, Cello, Violine, Akkordeon, Bass    | Auftragswerk der Diözese Rottenburg-Stuttgart | Ruben Johannes Sturm, Matthias Well, Maria Well, Dominik Wagner, Vladislav Cojocaru                                                             | St. Maria Stuttgart                            |
| 2022 | Suite Divina Commedia | Orgel                                     | Helbling Verlag                               | Manfred Grob | St. Marien Dortmund                            |
| 2022 | Suite Noel | Orgel                                     | Helbling Verlag                               | Tobias Schmid | St. Willibald, München-Pasing                  |
| 2022 | Three Liquid Pieces | Orgel                                     | Helbling Verlag                               | Mathias Rehfeldt | Frauenkirche, Dresden                          |
| 2022 | Fieldt: Glimpse of Light | Klavier                                   | Helbling Verlag                               | Mathias Rehfeldt |                                                |
| 2021 | Du wirst ein Kind empfangen (Fantasie zur Verkündung des Herren)                                                                                       | Orgel                                     | Helbling Verlag                               | Ruben Johannes Sturm | Frauenkirche (München)                         |
| 2021 | Es kommt ein Schiff geladen | Orgel                                     | Helbling Verlag                               | Willibald Guggenmos | Kathedrale St. Gallen                          |
| 2021 | Missa Dominici | Orgel & Elektronik                        | Auftragskomposition                           | Pater Thomas Möller OP | St. Andreas, Düsseldorf                        |
| 2021 | Suite Bohème | Orgel                                     | Helbling Verlag                               | Steffen Mark Schwarz | Martinskirche Ebingen, Moskauer Konservatorium |
| 2021 | Fieldt: Notion of Solitude – 9 Pieces for Piano | Klavier                                   | Helbling Verlag                               | Mathias Rehfeldt | -                                              |
| 2021 | Fieldt: Trace of Silence – 9 Pieces for Piano | Klavier                                   | Helbling Verlag                               | Mathias Rehfeldt | -                                              |
| 2021 | Fieldt: Noctuelles – 9 Pieces for Piano | Klavier                                   | Helbling Verlag                               | Mathias Rehfeldt | -                                              |
| 2021 | Aus tiefer Not | Orgel                                     | Helbling Verlag                               | Konstantin Reymaier | Stephansdom (Wien)                             |
| 2021 | Neun liturgische Cutscenes | Orgel                                     | Helbling Verlag                               | Ruben Johannes Sturm | Dom St. Martin (Rottenburg)                    |
| 2020 | Maria durch ein Dornwald ging | Orgel                                     | Helbling Verlag                               | Hans Leitner | Frauenkirche (München)                         |
| 2020 | Bourrasque de Neige | Violine & Klavier                         | Helbling Verlag                               | Matthias Well & Lilian Akopova | -                                              |
| 2020 | Oratio – Gebet aus den Klageliedern Jeremias | Chor, Orchester, Solisten                 | Helbling Verlag                               | Vokalkappelle der Theatinerkirche, München | Theatinerkirche (München)                      |
| 2020 | Schwarzer Wald | Chor                                      | Helbling Verlag                               | Via-nova chor München | Himmelfahrtskirche (München-Sendling)          |
| 2019 | Jubilate | Orgel                                     | Helbling Verlag                               | Mathias Rehfeldt | Weggentalkirche                                |
| 2019 | Silva Nigra Suite | Orgel                                     | Helbling Verlag                               | Ruben Johannes Sturm | Dom St. Blasien                                |
| 2019 | Nostro Lumine | Orgel                                     | Helbling Verlag                               | Wolfram Rehfeldt | Dom St. Martin (Rottenburg)                    |
| 2019 | Sonnengesang | Chor, Orgel & Elektronik                  | Auftragskomposition                           | Martinskantorei Ebingen | Martinskirche Ebingen                          |
| 2018 | Totentanz | Violine & Akkordeon                       | Helbling Verlag                               | Matthias Well & Zdravko Zivkovic | -                                              |
| 2015 | Into the Unknown | Großes Orchester                          | Auftragskomposition                           | Münchner Symphoniker |                                                |
| 2014 | Von guten Mächten treu und still geborgen | Blechbläser                               | Auftragskomposition                           | blechimpuls (Ensemble) | Ludwig-Maximilians-Universität München         |
| 2014 | Du hüllst dich in Licht wie ein Kleid | Chor, Orgel                               | Helbling Verlag                               | Concentus Juvenum (Ensemble) | St. Godehard (Hannover)                        |
| 2014 | Sing Unto God | Chor, Orgel                               | Helbling Verlag                               | - |                                                |
| 2014 | Meine Seele ist stille zu Gott | Chor, Orgel                               | Helbling Verlag                               | Concentus Juvenum (Ensemble) | St. Godehard (Hannover)                        |
| 2013 | Orgelintonationen zum neuen „Gotteslob“ | Orgel                                     | Carus                                         | - |                                                |
| 2013 | Ein feste Burg ist unser Gott | Posaunenchor                              | Auftragskomposition                           | Posaunenchor Ulm | Pauluskirche (Ulm)                             |
| 2012 | Brass of Jericho | Blechbläser                               | Auftragskomposition                           | blechimpuls (Ensemble) | Martin-Luther-Kirche (Ulm)                     |

### Filmmusik (Auswahl)
Fictional

#### Spielfilme
- 2016: Die Diva, Thailand und wir! (Regie: Franziska Buch, BR)
- 2017: Der Zauberlehrling[54] (Regie: Frank Stoye, ZDF)
- 2018: Der süße Brei[55] (Regie: Frank Stoye, ZDF)
- 2018: Skrupellos – Gefangen im Netz der Macht[56] (Regie: Michel Morales, Kino)
- 2018: Walpurgisnacht – Die Mädchen und der Tod (2 ) (Regie: Hans Steinbichler, ZDF)
- 2019: Sechs auf einen Streich – Die drei Königskinder[57] (Regie: Frank Stoye, ARD)
- 2020: Into the Beat (Song: One Day)[58] (Regie: Stefan Westerwelle, Netflix)
- 2021: 12 Tage Sommer[59] (Regie: Dirk Kummer, BR)
- 2021: Die Pflegionärin (Miniserie) (Regie: Judith Bonesky, ZDF)
- 2022: Ein Taxi zur Bescherung (Regie: Dirk Kummer, ARD)
- 2022: Die Gänseprinzessin (Regie: Frank Stoye, ARD)
- 2022: Völlig meschugge?! (Serie) (Regie: Frank Stoye, ARD)

#### Kurz- und Festivalfilme
- 2015: Ioana (Regie: Simon Pfister, BR)
- 2015: Take my hand (Regie: Maria Mayoral)
- 2017: Horizont (Regie: Simon Pfister, BR)
- 2017: Gestrandet[60] (Regie: Kai Sitter)
- 2017: The Glasshouse (Regie: Gianna Arni)
- 2018: A home for curiosities (Regie: Ben Tobin)
- 2018: Intergalactical Chewing Gum (BR)
- 2018: Midnight Regulations (Regie: Nils Keller)
- 2019: Beats[61] (Regie: Simon Pfister, BR)
- 2019: Der Andere (Regie: Lukas Bayer, BR)
- 2020: Wie wir leben wollen[62] (BR)
- 2021: Nahrani[63] (Regie: Simon Pfister, BR)
- 2022: Karma is a Hitch (Regie: Oliver Kahl, BR)
- 2023: Iris Speaks[64] (Regie: Chris Hof)

Dokumentationen

#### Terra X (ZDF)
- 2015: Die Odyssee der einsamen Wölfe (2 Teile)[65]
- 2017: Abenteuer Karibik[66]
- 2017: Abenteuer Pazifik[67]
- 2018: 30 Jahre Krieg (2 Teile)
- 2018: Der Wormser Dom[68]
- 2018: Die Vermessung der Erde (2 Teile)
- 2018: Feuer und Eis[69]
- 2016: Der Große Anfang – 500 Jahre Reformation (3 Teile)
- 2020: Abenteuer Freiheit Staffel 1 (3 Teile)
- 2020: Abenteuer Namibia
- 2020: Abenteuer Vietnam
- 2020: Die Sonnenstadt der Pharaonen
- 2020: Kielings Wilde Welt (Folge 9–11)
- 2020: Magellans Reise um die Erde[70]
- 2021: Faszination Universum – Im Bann der Technik
- 2021: Faszination Universum – Im Labyrinth des Wissens
- 2021: Nordamerikas versteckte Paradiese
- 2022: Dino-Jäger: Auf der Spur der Urzeit-Giganten
- 2022: Abenteuer Freiheit – Staffel 2 (3 Teile)
- 2023: Kielings Wilde Welt (Folge 12–14)
- 2023: Schlaue Schwärme (2 Teile)
- 2023: Abenteuer Amazonien
- 2024: Der Schatz des Piraten
- 2024: Abenteuer Freiheit Staffel 3 (3 Teile)
- 2024: Kielings Wilde Welt (Folge 15–17)

#### 37 Grad (ZDF)
- 2014: Augen zu und durch[71]
- 2015: Eltern auf Zeit Wenn fremde Kinder Hilfe brauchen
- 2016: Die Liebesformel – Alte Paare und das Geheimnis ihres Glücks
- 2016: Die Lüge meines Lebens – Wie Analphabeten sich durchschlagen
- 2018: Mehr als satt und sauber – Alte Menschen und ihre Pfleger
- 2019: Keine Zeit für Tränen – Familien mit krebskranken Kindern
- 2019: Wenn der Zufall Schicksal spielt – Momente, die das Leben entscheiden
- 2020: Wie Eva Erben den Holocaust überlebte
- 2020: Schatten im Gleis. Wenn Lokführer sich schuldig fühlen
- 2021: Die Wütenden
- 2021: Ein Hauch von Leben – Sternenkinder und Ihre Eltern
- 2023: Jung, begabt und seelisch krank – Wenn Jugendliche Hilfe brauchen
- 2023: Zerrissen bleibst du immer
- 2024: Bei Anruf Baby

#### Die Story im Ersten (ARD)
- 2019: Tuna on the road[72]
- 2020: Die Akte Otto Warmbier
- 2020: Sassnitz gegen Trump: Der Streit um Nord Stream 2[73]
- 2021: Hass im Netz
- 2021: Unter Wählern
- 2023: Inside Rheinmetall – Zwischen Krieg und Frieden
- 2024: Tatort Eckkneipe

#### Festival und Kino
- 2011: Via Alpina
- 2012: Fortiter in Fide[74]
- 2020: Die Sülchenkirche
- 2020: Der Kirche ein Dorf geben
- 2021: Take Max – Ein Stadtspaziergang durch die Maxvorstadt[75]
- 2018: Die durch den Staub gehen[76]
- 2023: Friedensglocken für Europa

#### Diverse und Einzeltitel
- 2014: Das Antlitz Christi (2 Teile)[77] (ARD)
- 2014: Die tödliche Grenze[78] (ZDF)
- 2015: Mein Kampf – Programm eines Massenmörders[79] (ARD)
- 2015: Mensch Leute: Hebamme am Limit (ARD)
- 2015: Mensch Leute: Karin und ihre Kinder[80] (ARD)
- 2016: Lebenslinien: Der ewige Pilger[81] (ARD)
- 2016: Pfingsten – Die Feuertaufe[82] (ZDF)
- 2016: Sankt Martin – Soldat, Asket, Menschenfreund (ARD)
- 2016: Wir Sklavenhalter – Ausbeutung in Deutschland (ARD)
- 2017: Bayern Erleben – Kraftort Kloster (ARD)
- 2017: Triff Martin Luther[83] (KIKA)
- 2018: Bayerns Weg zur Demokratie (2 Teile) (ARD)
- 2019: Verschleppt – Das Schicksal der zivilen deutschen Zwangsarbeiter nach 1945[84] (ARD)
- 2020: Die Eismacher (ARD)
- 2020: Konzentrationslager Dachau (2 Teile) (ARD)
- 2021: Jemen – Die Mütter der Entführten[85] (ARD)
- 2021: Unser Trinkwasser – Versiegt die Quelle? (Arte)
- 2022: Geschichte im Ersten: The American Führer (ARD)
- 2022: Hartmut der Hypochonder und die Liebe[86] (ARD)
- 2022: Vergessene Königinnen: Die Herrin von Numana[87][88] (Arte)
- 2023: Der Hitler Fake – Die Geschichte einer Jahrhundertfälschung (ZDF)
- 2023: Lienen – Eine griechische Tragödie (Magenta)
- 2023: Mauern der Freiheit (6 Folgen) (ARD/ORF)
- 2024: Belgien – Krabbenfischen mit Pferden (ARTE)
- 2024: 24h D-Day (ARD)
- 2025: Robert Lembke – Wer bin ich?

## Diskografie
Klassische Musik
| Jahr | Titel                                             | Label            | Art    | Interpret                                                     |
| ---- | ------------------------------------------------- | ---------------- | ------ | ------------------------------------------------------------- |
| 2017 | Funeralissimo by Matthias Well (Track: Totentanz) | Genuine          | Album  | Matthias Well, Zdravko Zivkovic                               |
| 2015 | Nocturnal Bleedings                               | Munich Classical | EP     | Antonyia Yordanova, Veronika Frey, Chin-Jung Chung, Sarah Leo |
| 2016 | The Galilaean (organ improvisation)               | Organ Promotion  | DVD    | Mathias Rehfeldt                                              |
| 2020 | Bourrasque de Neige                               | Munich Classical | Single | Matthias Well, Lilian Akopova                                 |
| 2020 | Schwarzer Wald                                    | Munich Classical | Single | via-nova-chor München                                         |
| 2020 | Oratio – Gebet aus dem Klagegesang des Jeremia    | Munich Classical | Single | Vokalkappelle der Theatinerkirche, München                    |
| 2021 | Organ Works                                       | Munich Classical | Album  | Ruben Johannes Sturm, Steffen Mark Schwarz                    |

Filmmusik
| Jahr | Titel                                                      | Label            | Art    |
| ---- | ---------------------------------------------------------- | ---------------- | ------ |
| 2019 | Walpurgisnacht (Original Motion Picture Soundtrack)        | BSC Music        | Album  |
| 2019 | Der Zauberlehrling (Original Motion Picture Soundtrack)    | 22D Music        | Album  |
| 2019 | Der süße Brei (Original Motion Picture Soundtrack)         | 22D Music        | Album  |
| 2020 | Die drei Königskinder (Original Motion Picture Soundtrack) | 22D Music        | Album  |
| 2020 | One day (Original Song from the movie „Into the Beat“)     | 22D Music        | Single |
| 2021 | Summer Days (Music for the Motion Picture)                 | Munich Classical | Album  |

Orgel und Elektronik (Dark Matter Projekt)
| Jahr | Titel                                                | Label                                    | Art    |
| ---- | ---------------------------------------------------- | ---------------------------------------- | ------ |
| 2018 | Tundra                                               | Munich Classical                         | Album  |
| 2018 | Dark Matter                                          | Munich Classical                         | Album  |
| 2019 | Baraka – A soundtrack inspired by the movie „Baraka“ | Munich Classical                         | Album  |
| 2020 | Zeit EP                                              | Katermukke                               | EP     |
| 2021 | Organ Inferno – Organ Trailer Music                  | Warner Music                             | Album  |
| 2021 | Missa Dominici                                       | Munich Classical, Dominikaner Düsseldorf | Single |

Neoklassik (Unter dem Namen „Fieldt“)
| Jahr | Titel                      | Label            | Art   |
| ---- | -------------------------- | ---------------- | ----- |
| 2020 | Curfew Songs               | Munich Classical | EP    |
| 2021 | Fieldt: Notion of Solitude | Munich Classical | Album |
| 2021 | Fieldt: Noctuelles         | Munich Classical | Album |

## Auszeichnungen & Nominierungen
| Jahr | Status    | Auszeichnung                                                                                             |
| ---- | --------- | --- |
| 2010 | Gewonnen  | 1. Preis Internationaler Orgelwettbewerb „Epinal“ in der Kategorie „Orgue Excellence“                    |
| 2016 | Gewonnen  | Sonderpreis Film Music Competition „Maurice Ravel“                                                       |
| 2018 | Nominiert | „Deutscher Filmmusikpreis“                                                                               |
| 2018 | Nominiert | „Crystal Pine Award“ – Beste Musik im Film                                                               |
| 2018 | Gewonnen  | Global music award – Experimental/Crossover                                                              |
| 2019 | Gewonnen  | SFAAF – Honorable Mention (best Score in a Short Movie)                                                  |
| 2019 | Nominiert | Dok. Fest München Composition Funding Prize                                                              |
| 2019 | Gewonnen  | New York Cinematography Award für „Beats“                                                                |
| 2019 | Gewonnen  | White Unicorn International Film Festival – Best Original Score „Walpurgisnacht“                         |
| 2019 | Gewonnen  | American Golden Picture Award – Best Composer für „A Home for Curiosities“                               |
| 2020 | Gewonnen  | „Best Soundtrack“ – Melbourne Short Film Festival für „Beats“                                            |
| 2020 | Nominiert | „Best Soundtrack“ – Melbourne Short Film Festival für „The other one“                                    |
| 2020 | Gewonnen  | „Best Orchestration From An International Mini Series“ – Garden State Film Festival für „Walpurgisnacht“ |
| 2020 | Gewonnen  | „Best Original Score“ – New York Cinematography Award für „Die drei Königskinder“                        |
| 2020 | Gewonnen  | „Best Original Music Score“ – Los Angeles Cinematography Award für „Die drei Königskinder“               |
| 2020 | Gewonnen  | „Best Original Score“ – Canadian Cinematography Award für „Die drei Königskinder“                        |
| 2020 | Gewonnen  | Bayerischer Kompositionspreis                                                                            |
| 2020 | Gewonnen  | „Best Song“ für „Into the Beat“ – LAFA                                                                   |
| 2020 | Gewonnen  | „Best Soundtrack“ für „Die drei Königskinder“ – Colorado international Scifi & Fantasy Film Festival     |
| 2020 | Gewonnen  | „Best Soundtrack in a Feature Film“ – Seattle Film Festival                                              |
| 2021 | Gewonnen  | „Best Soundtrack“ – Shortie Film Festival[Beleg fehlt]                                                   |
| 2021 | Gewonnen  | „Best Original Score“ für „Der Andere“                                                                   |
| 2021 | Gewonnen  | New Classics Organ Turida (Kompositionspreis Orgel: Russland/Moskau) – Dritter Platz                     |
| 2022 | Gewonnen  | Golden Shot Film Festival „Best Original Score“ für „Beats“                                              |
| 2022 | Gewonnen  | Romford Film Festival „Best Original Score“ für „Der Andere“                                             |
| 2022 | Gewonnen  | Golden Short Film Festival „Best Soundtrack“ Overall Award für „Beats“                                   |
| 2022 | Gewonnen  | „Best Original Score“ New York Cinematography Award für „Nahrani“                                        |

## Pressestimmen
- J-P Mauro schreibt auf der internationalen Kirchenmusikseite Alteteia.org: A composer of sacred music and film scores, Rehfeldt beautifully captures the emotion behind the text […] ‘Oratio’ is the greatest sacred music recording of 2020.[121]
- Tilmann P. Gangloff schreibt in den Filmnews: „Das Ensemble ist ähnlich vorzüglich wie die oft an Tangerine Dream erinnernde Filmmusik von Mathias Rehfeldt“.[122]
- Focus Online schreibt: „Neben dem Reim schaffen die Landschaftsbilder, die Regisseur Frank Stoye in den Film integriert hat, und die 70 Minuten Filmmusik von Mathias Rehfeldt einen besonderen Zauber. […] muss man dem Komponisten ein bewunderndes Kompliment machen.“[123]
- Schwarzwälder Bote: „Aber auch ein Glanzstück für den Kirchenmusiker und Komponisten Mathias Rehfeldt, der auf der Orgel den ganzen, fünf Akte umfassenden Streifen improvisierte.“[124]
- Heinz Linduschka schrieb im Main-Echo: „Spielerisch leicht changiert der junge Komponist mit seiner Cross-over-Musik zwischen den unterschiedlichsten Stimmungen und Gefühlslagen, schafft elegant und zugleich kraftvoll mit den Tönen von Orgel und Synthesizer Gefühls- und Gedankenlandschaften. […] Kein Wunder, dass nach einer kurzen Pause des Sich-Wiederfindens minutenlanger stürmischer Beifall losbrach und niemand mehr auf seinem Platz sitzen blieb.“[13]
- Süddeutsche Zeitung: „Der möglicherweise bewegendste Ort dieser Nacht der 80 Kunsträume […].“[125] „Rehfeldt zeigt in dem ergreifenden Stück die tiefe Erschütterung über die Missbrauchsskandale innerhalb der katholischen Kirche.“[126]
- Musica Sacra: Gabriel Isenberg über die Orgelwerke Rehfeldts: „das Konzept geht auf, es entsteht eine Musik, deren Sound und Rhythmus mitreissend ist. Aber dennoch nicht banal wirkt […] Gelungene Publikationen, denen man eine gute Verbreitung wünscht. Und es dürfen gerne weitere Werke dieser Art folgen.“[127]
- brawoo (Fachmagazin für Blasmusik): Severin Richter: „Mathias Rehfeldt ist mit seiner Sinfonia Maris ein Meisterwerk gelungen, das von Matthias Well an der Geige mit höchster Präzision, unbändiger Spielfreude und sehr intensiver, aber nie kitschiger Melodiegestaltung und dem Akademischen Blasorchester unter Dirigent Michael Kummer kongenial umgesetzt wurde – ein wahrer Hörgenuss für die Zuhörer.“[128]